# Meister der Madonna von Neuhaus

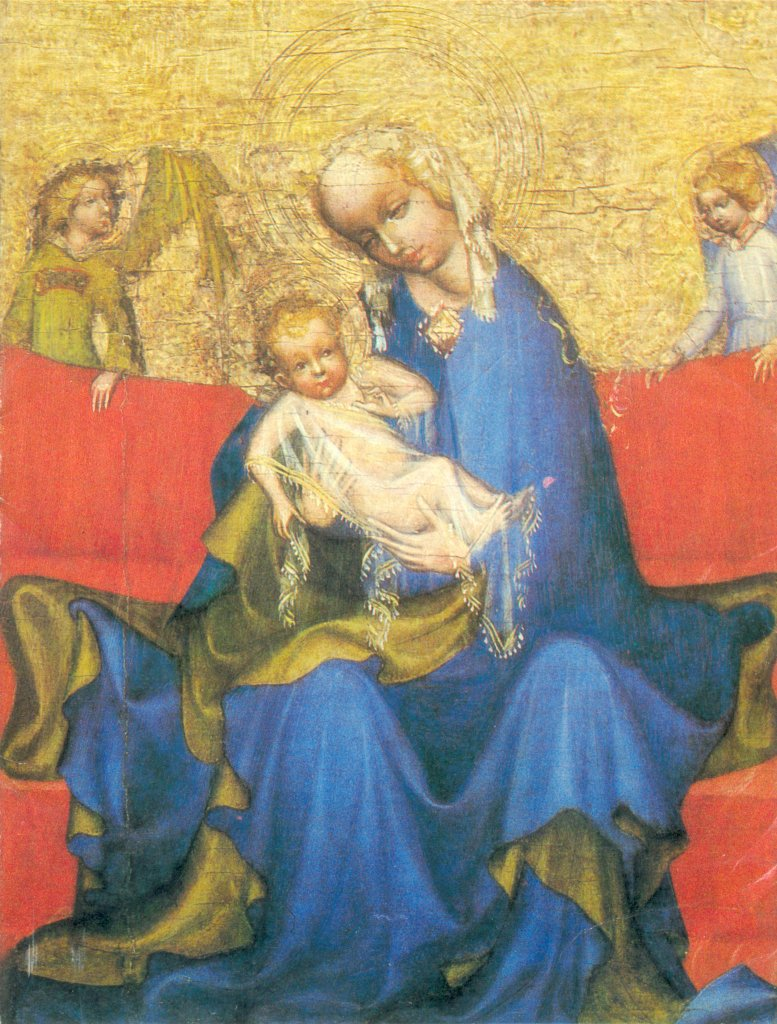
Madonna von Neuhaus, Böhmen, um 1460 (Detail)

Als Meister der Madonna von Neuhaus  wird der gotische Maler bezeichnet, der um 1460 in Böhmen das Tafelbild mit  einer Madonna mit Kind geschaffen hat. Das Werk zeigt Maria mit dem Jesusknaben vor einem vergoldeten Hintergrund.  

## Namensgebung
Nach dem Herkunftsort seines Bildes aus dem Ort Jindřichův Hradec (Neuhaus) wurde dem namentlich nicht bekannten Meister sein Notname geben. Trotz dieser Namensgebung ist nicht geklärt, ob das Bild ein Auftragswerk für Neuhaus war. Eventuell wurde es in Prag in einer der Malerwerkstätten kommerziell in Serienfertigung gemalt, zum Verkauf ausgestellt und gelangte so damals durch Ankauf nach Neuhaus.

## Stil
Der Meister der Madonna von Neuhaus zeigt Einfluss von Stilelementen aus der Buchmalerei der Epoche. Die Madonna von Neuhaus steht in der Tradition des Weichen Stils. Sie zeigt Verwandtschaft zu Bildern des Meisters von Hohenfurth.  

## Andere Madonna von Neuhaus
Nicht zu verwechseln ist das Bild des Meisters der Madonna von Neuhaus mit einem ebenfalls als Madonna von Neuhaus oder Madonna von Jindřichův Hradec genannten Bild von 1460, das sich in der Gemäldegalerie von Schloss Jindřichův Hradec (dt. Neuhaus) befindet. Es ist das Werk eines anderen anonymen Meisters aus  Böhmen.